# Rodrigo Canosa
Rodrigo Canosa, vollständiger Name Rodrigo Canosa Martínez, (* 18. September 1988 in San Jacinto) ist ein ehemaliger uruguayischer Fußballspieler.

## Karriere
Der 1,88 Meter große Defensivakteur gehörte zu Beginn seiner Karriere in der Saison 2008/09 dem Kader des Zweitligisten El Tanque Sisley an. In den Spielzeiten 2009/10 und 2011/12 stand er beim uruguayischen Erstligisten Club Sportivo Cerrito unter Vertrag und absolvierte dort jeweils 17 (kein Tor) bzw. 15 (zwei Tore) Erstligaspiele. Im Januar 2012 wechselte er zu Cerritos Ligakonkurrenten Rampla Juniors. In der restlichen Saison 2011/12 kam er beim ebenfalls in Montevideo angesiedelten Klub zu 14 Einsätzen in der Primera División. Dabei schoss er ein Tor. 
Im Juli 2012 wurde er an Olimpo de Bahía Blanca verliehen. Beim argentinischen Klub blieb er bis in den Januar 2013. Nach seiner Rückkehr zu den Rampla Juniors wurde er bei der mittlerweile in der Segunda División antretenden Mannschaft 13-mal in der Saison 2013/14 aufgestellt und traf ein Mal ins gegnerische Tor. Im Februar 2014 schloss er sich dem ebenfalls in der Segunda División spielenden Club Atlético Villa Teresa an. Bis zum Saisonende lief er bei seinem neuen Arbeitgeber in 16 Ligapartien (ein Tor) auf. Zur Apertura 2014 wechselte er zum uruguayischen Erstligisten Club Atlético Cerro. In der Saison 2014/15 wurde er 27-mal (ein Tor) in der höchsten uruguayischen Spielklasse eingesetzt.
Ende Juni 2015 vermeldete der kolumbianische Verein América de Cali seine Verpflichtung. Dort wurde er in 15 Ligaspielen der Primera B eingesetzt und schoss ein Tor. Zu Jahresbeginn 2016 schloss er sich dem Delfín SC aus Ecuador an und bestritt sieben Ligaspiele (ein Tor) in der Serie A. Ende Juli 2016 kehrte er zu Cerro zurück. 13 Erstligaeinsätzen (kein Tor) in der Zwischensaison 2016 folgten in der Saison 2017 16 absolvierte Erstligaspiele (zwei Tore) sowie zwei Einsätze (kein Tor) in der Copa Libertadores 2017. Anfang Juli 2017 verpflichtete ihn Curicó Unido. In Chile spielte der Abwehrspieler von 2018 bis 2019 für Santiago Morning sowie von 2020 bis 2022 für Lautaro de Buin und kehrte danach in sein Heimatland zurück, wo er erneut für Cerrito auflief. Dort beendete er auch nach der Saison seine Karriere.